# Klon czerwony
Klon czerwony (Acer rubrum L.) – gatunek drzew z rodziny mydleńcowatych (Sapindaceae). W obrębie rodzaju sklasyfikowany do sekcji Acer i serii Rubra. Występuje we wschodniej Ameryce Północnej. Od XVIII wieku sadzony w parkach w Europie.

## Morfologia
PokrójDrzewo dorastające maksymalnie do 35 m wysokości w ojczyźnie, u nas rzadko osiąga 15 m.
Liście5-klapowe, z płytkimi wcięciami, długości 6-10 cm, z wierzchu ciemnozielone, od spodu niebieskawe, jesienią przebarwiające się na czerwono i pomarańczowo.
KwiatyCiemnoczerwone na krótkich szypułkach, zebrane w pęczkowate kwiatostany. Mają 5-dzielny kielich, koronę 5-płatkową, 1 słupek 1 lub 2 nitkowatymi znamionami i 6-8 pręcików.
OwocDwa złączone z sobą orzeszki ze skrzydełkami (skrzydlaki) ustawione pod kątem prostym względem siebie.

## Zastosowanie
- Roślina ozdobna: sadzony w parkach, na skwerach i w alejach.
- Drewno wykorzystywane jest w meblarstwie i szkutnictwie.
- Do produkcji syropu klonowego